# Carlos Terán
Carlos Terán (Turbo, 2000. szeptember 24. –) kolumbiai korosztályos válogatott labdarúgó, az amerikai Chicago Fire hátvédje.

## Pályafutása

### Klubcsapatokban
Terán a kolumbiai Turbo városában született. Az ifjúsági pályafutását az Envigado akadémiájánál kezdte.
2019-ben mutatkozott be a Envigado felnőtt keretében. 2020. augusztus 21-én 4½ éves szerződést kötött az észak-amerikai első osztályban szereplő Chicago Fire együttesével. Először a 2020. október 29-ei, Philadelphia Union ellen 2–1-re elvesztett mérkőzés 78. percében, Álvaro Medrán cseréjeként lépett pályára. Első gólját 2021. szeptember 23-án, a New England Revolution ellen hazai pályán 3–2-es vereséggel zárult találkozón szerezte meg.

### A válogatottban
Terán az U20-as és az U23-as korosztályú válogatottakban is képviselte Kolumbiát.

## Statisztikák
2023. április 2. szerint
| Klub         | Szezon   | Osztály  | Bajnokság | Bajnokság | Kupa  | Kupa | Nemzetközi | Nemzetközi | Összesen | Összesen |
| Klub         | Szezon   | Osztály  | Meccs     | Gól       | Meccs | Gól  | Meccs      | Gól        | Meccs    | Gól      |
| ------------ | -------- | -------- | --------- | --------- | ----- | ---- | ---------- | ---------- | -------- | -------- |
| Chicago Fire | 2020     | MLS      | 2         | 0         | 0     | 0    | —          | —          | 2        | 0        |
| Chicago Fire | 2021     | MLS      | 13        | 1         | 0     | 0    | —          | —          | 13       | 1        |
| Chicago Fire | 2022     | MLS      | 22        | 1         | 0     | 0    | —          | —          | 22       | 1        |
| Chicago Fire | 2023     | MLS      | 5         | 1         | 0     | 0    | —          | —          | 5        | 1        |
| Összesen     | Összesen | Összesen | 42        | 3         | 0     | 0    | 0          | 0          | 42       | 3        |